# Сонино (Красноярский край)
Сонино — упразднённая деревня в Курагинском районе Красноярского края России.

## География
Располагалась на левом берегу реки Шалоболихи, на расстоянии приблизительно 29 километров (по прямой) к северо-востоку от посёлка городского типа Курагино, административного центра района.

## История
Основана в 1871 году. В 1926 году в деревне Сонина имелось 49 хозяйств и проживал 271 человек (132 мужчины и 139 женщин). В административном отношении входила в состав Нижне-Быстринского сельсовета Курагинского района Минусинского округа Сибирского края.
Упразднена в 2019 году.

## Население
| 2010 |
| ---- |
| 0    |

Национальный и гендерный состав
В 1926 году проживало 132 мужчины и 139 женщин, преимущественно русские.